# Релігійна практика
Релігійна діяльність — соціальна форма об'єктивації релігійної свідомості, реалізація релігійної віри в діях соціальної групи або окремих індивідів.
Культова система релігійної діяльності являє собою сукупність конкретних стандартизованих (канонічних) обрядів — стереотипних дій, які символізують конкретні ідеї, норми, ідеали та уявлення. Найважливіша ознака обряду — його символічний характер: стисла, непряма репрезентація актуальних предметів віри. Тому в обряді будь-який рух, жест, слово, матеріальна річ наповнені певни-ми значеннями, які поза цим взаємозв'язком, тобто за межами знаково-символічної ситуації, перестають бути обрядовими.
Зазначимо також, що релігійний культ базується на вірі в наявність між людиною й предметом її віри можливості встано-влення певних взаємин. Найяскравіше це виявляється в умилостивлювальних діях, починаючи від примітивних форм жертвоприношення і закінчуючи високодуховними молитвами.
Релігійні обряди еволюціонували по лінії спіритуалізації — відхід від механічних, тілесних рухів, до духовної діяльності. Вершиною такого шляху є молитва — вербальне (словесне) звертання людини до об'єкта своєї віри. Етнографи стверджують, що молитва як специфічний релігійний обряд сформувалася на основі язичницьких заклинань і була елементом жертвоприношення. Згодом молитва відокремилася і стала найважливішим компонентом культу багатьох релігій.
Для того, щоб постійно підтримувати релігійні почуття, задовольняти релігійні потреби віруючих у багатьох розвинених релігіях встановлюється богослужбовий канон, що складається з циклів релігійної діяльності: наприклад, християнське «коло річного богослужіння», «коло добового богослужіння», «седьмичне» (тижневе) тощо.
За допомогою культових дій у свідомості віруючих відтворюються релігійні образи, символи, думки, іні-ціюються відповідні емоції. У результаті відбувається трансформація негативних емоцій у позитивні, виникає задоволеність від комунікації з надприродним тощо.